# Orchestre de la radio norvégienne
L’Orchestre de la radio norvégienne (Kringkastingsorkestret ou KORK en norvégien), aussi connu internationalement sous le nom de Norwegian Radio Orchestra, est un orchestre symphonique norvégien basé à Oslo, dépendant de la NRK.

## Présentation
L'orchestre de la radio norvégienne est un orchestre symphonique fondé en 1946, dont l'effectif normal est de 59 musiciens.
Son répertoire est large, couvrant le baroque, le classique, la musique contemporaine et le jazz, en passant par la pop et le rock. L'ensemble se produit chaque année au concert du Prix Nobel de la paix.
À partir de 2020, son directeur musical est le chef d'orchestre tchèque Petr Popelka (de) (1986-), jusqu'en 2023,.
En 2025, Holly Hyun Choe est nommée pour lui succéder à la tête de la formation à partir de janvier 2026, pour une durée initiale de trois ans,.

## Directeurs musicaux
Comme directeurs musicaux, se sont succédé :
- Øivind Bergh (en) (1946–1976) ;
- Sverre Bruland (en) (1976–1988) ;
- Avi Ostrowsky (en) (1989–1992) ;
- Ari Rasilainen (de) (1994–2002) ;
- Rolf Gupta (en) (2003–2006) ;
- Thomas Søndergård (2009–2012) ;
- Miguel Harth-Bedoya (en) (2013-2020) ;
- Petr Popelka (de) (2020-2023) ;
- Holly Hyun Choe (2026-).

## Distinctions
En 2006, l'orchestre reçoit le Spellemannprisen avec Grex Vocalis pour l'album Arne Nordheim: Draumkvedet dans la catégorie musique contemporaine. Il a également été nommé dans la catégorie chansons populaires avec Vamp pour l'album I full symfoni.
L'orchestre a également reçu les nominations suivantes : 
- Spellemannprisen, 2014, Perfect Strangers, musique contemporaine[9].
- Spellemannprisen, 2016, Norwegian Caravan avec Come Shine, jazz[9].
- Spellemannprisen, 2017, Jan Erik Mikalsen – Saan avec la philharmonie d'Oslo et Poing, musique contemporaine[9].